# Ultrabook
Un ultrabook és un tipus d'ordinador portàtil que es caracteritza per ser extremadament lleuger i prim, en comparació amb els seus antecessors, els netbooks i els miniportàtils. “Ultrabook” va ser sol·licitat com a marca per Intel l'any 2011, en una iniciativa per crear una competència amb el MacBook Air de Apple. No obstant això, el terme ha passat a ser d'ús comú per a fer referència a aquest tipus d'ordinadors, malgrat que poden contenir processadors i chipsets d'altres fabricants, com AMD o VIA.

## Requisits segons Intel
Intel va declarar una sèrie de característiques generals a complir per part dels fabricants de portàtils i va repartir 300 milions de dòlars entre els fabricants disposats a desenvolupar un ultrabook a mode de subvenció, perquè, segons Intel, semblen incapaços de crear per si sols o per interès propi un disseny així, tractant de repetir l'èxit de quan va fer el mateix amb la plataforma Intel Centrino. 

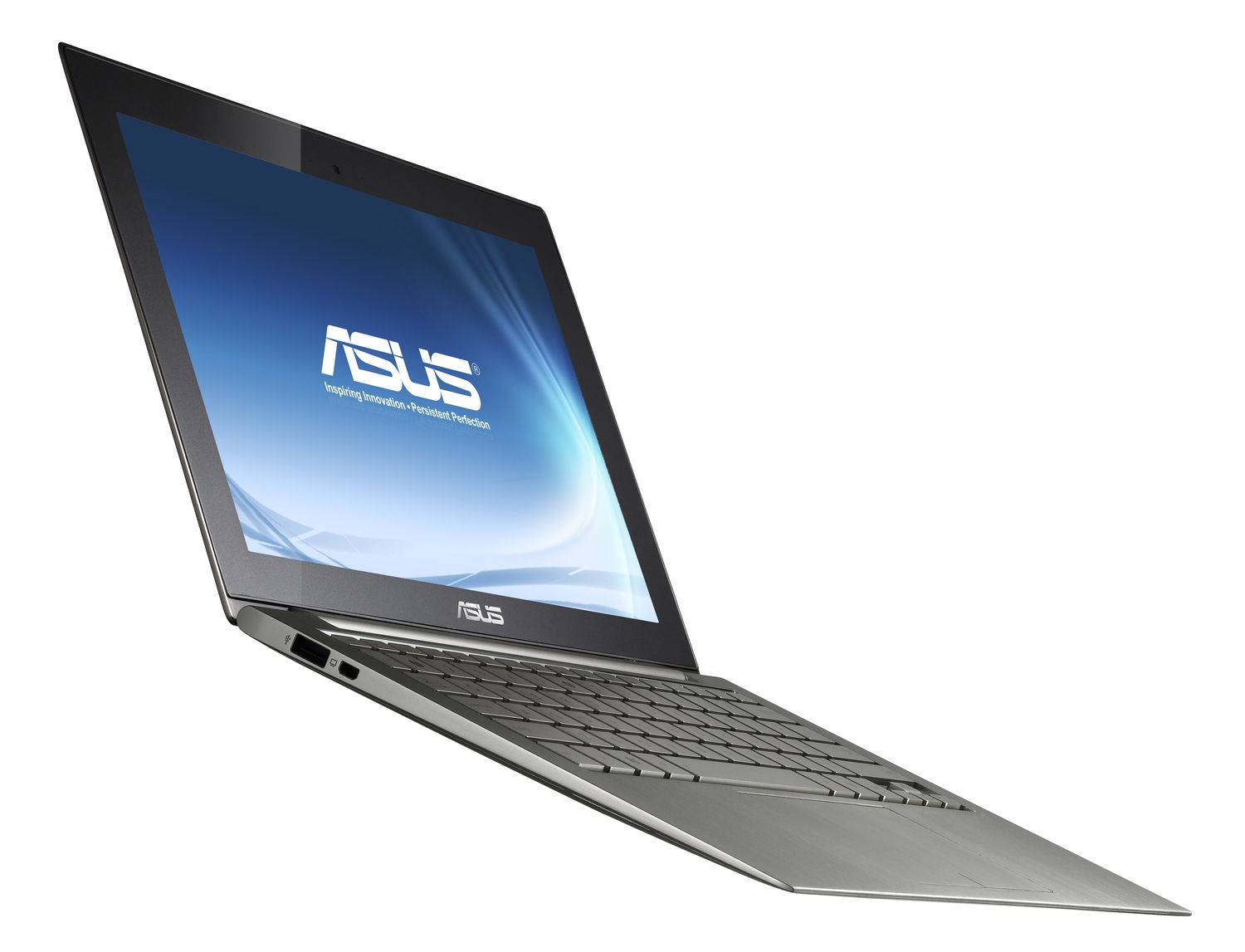
Asus UX21 ultrabook

Entre els requisits a complir es troben els següents:
- Gruix no superior a 21 mm pels més grans i 18 mm pels més petits.
- Processador d'ultra-baixa tensió de Intel.
- Connectivitat Wi-Fi.
- Pantalla tàctil.
- USB 3.0
- Carcasses metàl·liques per una millor dissipació de la calor.
- Emmagatzemament en unitat d'estat sòlid (SSD, Solid-state drive) o bé, disc dur híbrid.
- Llarga duració de bateria en ús (5 h) i també llargs temps d'espera (9 h).
- Encès instantani com si es tractés d'una tauleta gràcies a la inclusió d'Intel Rapi Start.
- Preus començant per sota dels 1000 dòlars o euros.

## Cronograma d'Intel
Intel té planejada una estratègia dividida en tres fases, de manera que cada fase té com a protagonista la família de processadors del moment.

### Primera fase
En aquesta etapa els ultrabooks encaixen amb la descripció bàsica ideada per Intel, utilitzant processadors basats en Sandy Bridge (segona generació Intel Core i).

### Segona fase
S'introduiran nous models basats en Core i Ivy Bridge, reduint encara més el consum. S'afegeixen funcionalitats de seguretat, com el seguiment del portàtil. Gràcies a Ivi Brige, també incluirà millores en la GPU integrada com a suport per DirectX 11 i OpenGL.
Intel pretén que formi part de l'especificació de la segona generació d'ultrabooks la tecnologia Thunderbolt i un port a mode de docking station. Amb l'amplada de banda del port Thunderbolt (10 Gbps) la capacitat d'encadenar dispositius, els ultrabooks veurien resolta una part de la problemàtica de tenir xassissos tan prims: falta de connectivitat. El port addicional serviria per afegir, ja sigui mitjançant cable o mitjançant una docking station, ports USB, SATA, PCle i en general la connectivitat que s'esperaria d'un port d'expansió. El connector Thunderbolt, a més, tindria la capacitat de transportar el senyal DisplayPort.
En aquesta generació hi haurà models que, a part de la GPU integrada Intel, també portaran una GPU dedicada. Nvidia serà el primer fabricant que integri les seves noves GeForce GT620M en aquest segment de mercat. A més, Intel persegueix el llançament d'ultrabooks amb pantalla tàctil basant-se en el Windows 8.

### Tercera fase
La tercera generació d'ultrabooks utilitzarà l'arquitectura Intel Haswell. Portarà als ultrabooks processadors amb una TDP de 15W i NFC integrat. A més, específicament pels ultrabooks, Haswell significaria la integració del pont sud en el mateix empaquetat que la CPU, de manera similar a quan Intel va integrar el pont nord en els seus processadors, convertint per tant a Haswell en el primer SoC basat en arquitectura x86. Els 15W de TDP són pel paquet complet de CPU i la resta de components integrats.

## Productes basats en tecnologia AMD
Existeixen ultrabooks basats en jocs de xips de l'empresa AMD, també anomenats ultrathins (per temor a represàlies per part d'Intel). Aquests estan basats en la tecnologia Fusion i els primers models van incorporar l'arquitectura Trinity. Aquests ultrabooks sonlen ser inferiors en potència de procés als seus parells d'Intel, encara que els superen en rendiment gràfic (aplicacions 3D i jocs) i es mantenen al mateix nivell pel que fa a l'ús d'energia i rendiment de la bateria.

## Crítica
La principal crítica dels ultrabooks, almenys en la primera generació, va consistir en un preu de llançament no gaire atractiu. Els fabricants van al·legar que no podien rebaixar molt més els costos atès que tan sols el hardware d'Intel els suposava un terç dels costos de fabricació si es tenia en compte l'objectiu de posar a la venta ordinadors per 1000 o menys dòlars. És per això que li van demanar a Intel una rebaixa del 50%, tot i que aquesta només va accedir a un 20%, ja que més rebaixa significaria quedar per sota del 60% de benefici estratègic.